# Yarmouth, Nova Scotia
Yarmouth är en stad i Yarmouth County i Nova Scotia i Kanada med cirka 7 162 invånare (2006).
Orkanen Kyle drog in över land vid staden den 28 september 2008, som en kategori 1-orkan.
Yarmouth Airport ligger nära staden.